# 軍事政策
軍事政策（ぐんじせいさく Military policy）は、軍事目的を達成するための政策をいう。国防政策、防衛政策とも言う。

## 概要
軍事政策は狭義では、軍事行政において作戦行動に必要な軍事力の造成を目的とする政策を指すが、軍事目的を達成するための政治的な行動方針でもある。国防省の管轄にある事項であり、軍事活動における抑止・排除政策を包括する政策である。これは軍事戦略に基づき、安全保障政策や外交政策で規定される。軍事政策は仮想敵国を設定して諜報活動を行って軍事情報を収集し、その軍事力を分析し、これに対抗するための軍事計画を準備する。ただし軍事政策はしばしば外交政策と対立することがある。国益のための軍事的な行動は国際社会にとっては疑惑の対象となるからである。
軍事政策は、その国の地理的な特性や政治文化、国家理念や軍備などに基づいている。特に地理的な特性は軍事地理学的な影響が大きく、軍備の配置や作戦計画に関連する。さらに陸海空軍のどれを重視しているのかも国によって大きく異なっており、大陸国家は陸軍力を、海洋国家は海軍力を重点的に整備する場合もあるが、これは戦争の形態や国家戦略などによっても左右される。